# Frank Pingel
Frank Pingel (ur. 9 maja 1964 w Vejlby) – duński piłkarz występujący na pozycji napastnika.

## Kariera klubowa
Pingel karierę rozpoczynał w duńskim zespole IK Skovbakken. W 1986 roku spadł z nim z drugiej do trzeciej ligi. W 1987 roku przeszedł do pierwszoligowego Aarhus. W tym samym roku, a także w 1988 roku zdobył z nim Puchar Danii. Pod koniec 1988 roku przeszedł do angielskiego Newcastle United. W Division One zadebiutował 14 stycznia 1989 w przegranym 1:3 meczu z Aston Villą. W Newcastle Pingel występował do końca sezonu 1988/1989.
Następnie wrócił do Danii, gdzie został graczem klubu Brøndby. W 1989 roku wywalczył z nim Puchar Danii, a także wicemistrzostwo Danii. Z kolei w latach 1990 oraz 1991 zdobywał z Brøndby mistrzostwo Danii. W 1991 roku Pingel odszedł do niemieckiego TSV 1860 Monachium z 2. Bundesligi. Po sezonie 1991/1992 wrócił jednak do Brøndby. W 1993 roku wyjechał do Turcji, gdzie grał w Bursasporze oraz Fenerbahçe SK. Występował także we francuskim Lille OSC, a także ojczystym Aarhus Fremad, gdzie zakończył karierę.

## Kariera reprezentacyjna
W reprezentacji Danii Pingel zadebiutował 4 września 1991 w zremisowanym 0:0 towarzyskim meczu z Islandią. 25 września 1991 w wygranym 4:0 pojedynku eliminacji Mistrzostw Europy 1992 z Wyspami Owczymi strzelił pierwszego gola w kadrze.
W latach 1991–1994 w drużynie narodowej Pingel rozegrał 11 spotkań i zdobył 5 bramek.